# Домовой (фильм, 2008)
«Домово́й» — российский полнометражный детективный художественный фильм-триллер режиссёра Карена Оганесяна, снятый в 2008 году.
Слоган фильма — «Одна смерть на двоих».

## Сюжет
Автор бульварных детективов Антон Праченко переживает творческий кризис. Новые книги не пишутся, старые плохо продаются. К тому же присутствуют проблемы с маленьким сыном и любимой женщиной, что вовсе не способствует написанию шедевров. Выйти из кризиса ему весьма необычным способом помогает легендарный наёмный убийца по прозвищу «Домовой», который на его глазах безжалостно расстреливает машину с двумя людьми. Киллер становится его идейным вдохновителем, жёстко и наглядно открывающим ему суровую правду жизни. Теперь они неразрывно связаны друг с другом. Но играя с огнём, можно обжечься, и Антону стоило бы помнить об этом…
Увлёкшись внезапно открывшимися перспективами, желанием поглубже влезть «в шкуру» наёмного убийцы, Антон теряет всякую бдительность и таинственный и жестокий «Домовой» подставляет его. Оказывается, «клиент», которого Антон вёл понарошку — заказ «Домового». И на последнем этапе сценария киллер его убивает вполне по-настоящему… С помощью пистолета, из которого учился стрелять Антон. Все улики указывают на писателя. Теперь в погоню за Антоном бросаются сразу и милиция, и бандиты. Похитив опешившего Антона, «Домовой» отвозит его в какую-то хибару за городом, сажает на цепь и, угрожая расправой над близкими, заставляет дописать начатую книгу. Пока писатель занят этим, киллер «убирает» всех свидетелей, а затем едет убить и Антона. «Домовой» отстёгивает писателя и поджигает дом. Изловчившись, измождённый Антон бьёт «Домового» по голове и выбегает на улицу. Когда он отбегает на некоторое расстояние, дом взрывается.
С Антона сняты все обвинения. Обгоревший труп, найденный в доме, закапывают на полузаброшенном кладбище где-то за городом. Спустя некоторое время Антон, ставший известным и почитаемым благодаря новой книге о «Домовом», подписывая книги в магазине, видит через окно знакомый силуэт. В панике Антон бросает всё и спешит к своим близким. Удостоверившись в их сохранности, Антон гуляет с ними по берегу озера. Когда-то киллер сказал Праченко, что «исполнить» можно любого клиента. Куда труднее уйти от преследования. Через какое-то время, когда Антон с семьёй уходят, к берегу озера подходит некто и кормит птиц («птички слетаются на корм»). Не остаётся никаких сомнений, что «Домовой» жив, а взрыв дома был лишь инсценировкой смерти, обставленной в духе Макиавелли. Отныне жизнь Антона будет совершенно не похожа на прошлую. Он никогда не забудет слова киллера: «Ты на улице не один…».

## В ролях
- Константин Хабенский — Антон Праченко, писатель, автор бульварных детективов
- Владимир Машков — «Домовой», наёмный убийца
- Чулпан Хаматова — Вика, возлюбленная Антона
- Армен Джигарханян — Феликс Яворский, олигарх
- Виталий Кищенко — Сергей Валентинович Снесарёв, оперуполномоченный уголовного розыска, капитан милиции
- Анатолий Семёнов — полковник милиции
- Александр Адабашьян — Александр, редактор литературного издательства
- Василий Савинов — Владимир Вячеславович Ордынцев («Татарин»)
- Рамиль Сабитов — Виталик
- Олег Чудницов — Вадим

## Съёмочная группа, производство
- Режиссёр: Карен Оганесян.
- Сценаристы: Олег Маловичко, Сергей Юдаков.
- Продюсеры: Рубен Дишдишян, Анна Меликян, Иракли Карбая, Арам Мовсесян, Юрий Мороз.
- Оператор: Заур Болотаев.
- Композитор: Нино Катамадзе и группа «Insight».
- Художник-постановщик: Ульяна Рябова.
- Монтаж: Карен Оганесян.
- Художник по костюмам: Ира Гражданкина.

Производство киностудии «Магнум» по заказу кинокомпании «Централ партнершип».

## Кинопрокат
- Премьера фильма состоялась 12 августа 2008 года на Выборгском кинофестивале.
- 6 сентября состоялась международная премьера на кинофестивале в Торонто.
- 13 сентября фильм был также показан на Международном кинофестивале во Владивостоке.
- В прокат на экраны кинотеатров фильм вышел 13 ноября.

## Рецензии
- Андреев К. «Они написали убийство». // Рецензии на Фильм.ру (недоступная ссылка). (рус.) — 13.11.2008.
- Волобуев Р. «Отечественный экзистенциальный триллер про исцеление бездарности». // «Афиша». — 27 октября 2008 г. (рус.) — 13.11.2008.
- Милиан М. «„Домовой“ и его книга». // Рецензии на сайте Кино-театр.ру. (рус.) — 13.11.2008.